# (21686) Koschny
(21686) Koschny (1999 RB36) – planetoida z pasa głównego asteroid okrążająca Słońce w ciągu 3,45 lat w średniej odległości 2,28 j.a. Odkryta 11 września 1999 roku.